# The Royal Family of Broadway
The Royal Family of Broadway ist eine US-amerikanische Filmkomödie aus dem Jahr 1930. Das Drehbuch basiert auf dem Bühnenstück The Royal Family von Edna Ferber und George Simon Kaufman.

## Handlung
Julia Cavendish ist eine erfolgreiche Schauspielerin am Broadway. Ihre Mutter Fanny ist die Grand Dame des Theaters und auch ihre Tochter Gwen wird bald auf der Bühne stehen. Julias Plan, ihre Karriere zu beenden, stößt in der Gesellschaft auf Ablehnung. Julias Bruder Tony, der den Namen Cavendish abgelegt hat, ist zum Film nach Hollywood gegangen. Nun ist er inkognito zurückgekommen. Die Polizei sucht ihn, weil er bei einer Rangelei auf dem Filmset einen Regisseur verletzt hat. Außerdem wird er noch von einer jungen Schauspielerin verfolgt, die ihn auf eine halbe Million Dollar wegen Vertragsbruches verklagen will.
Tonys Erscheinen bringt Chaos in das Haus der Cavendishs. Als zudem noch der Geschäftsmann Gilmore Marshall, ein Verehrer Julias, auftaucht, fasst Julia den Entschluss, nun wirklich mit der Schauspielerei aufzuhören. Der Manager der Cavendishs, Oscar Wolfe, hat jedoch für diesen Nachmittag ein Treffen mit einem Autor angesetzt. Julia muss ihre Verabredung mit Gilmore absagen. Als Gwen mit ihrem Freund Perry Stewart in Streit über ihre Lebensauffassungen gerät, will sie an der Besprechung nicht teilnehmen. Fanny erklärt ihrer Tochter und ihrer Enkelin, dass das Familienleben keine Karriere sei und dass die Erfolge Julias sie am Leben erhalten habe. Derweil sucht Tony nach einer Möglichkeit, das Land zu verlassen. Gilmore gibt ihm einen gefälschten Ausweis. Als Page verkleidet, kann er der Fanmenge vor dem Haus ausweichen. Perry taucht auf, und Julia fordert ihre Tochter auf, ihn zu heiraten.
Als die neue Spielzeit anbricht, hat Gwen ihr Bühnendebüt verpasst, um Perry zu heiraten. Auch Julia hat ihre Karriere beendet und Gilmore geheiratet. Nur Fanny steht immer noch auf der Bühne, gegen den Rat ihres Arztes. Oscar befürchtet, dass Julia sich unwohl fühlen werde ohne das Theater. Tatsächlich fühlt Julia sich noch am gleichen Abend um acht Uhr, wenn sie normalerweise auf der Bühne steht, melancholisch. Als ihr Gilmore von seinen Plänen, in die Ebenen des südamerikanischen Hochlandes zu ziehen, erzählt, überdenkt Julia ihre eigenen Pläne. Gwen kommt und überrascht Julia mit der Absicht, in Oscars Stück mitzuspielen, während Perry auf Geschäftsreise ist.
Tony taucht auf, diesmal auf der Flucht vor der Prinzessin von Albanien. Er beschreibt die Handlung eines Stückes, dessen Drehbuch er gekauft hat. Während Gilmore und Perry über Geschäfte reden und die Cavendishs mit Oscar über das Theater, erreicht sie die Nachricht, dass Fanny zwischen zwei Akten zusammengebrochen ist. Alle eilen zum Theater, doch Fanny, die das Stück zu Ende spielen wollte, ist gestorben. Julia verabschiedet sich von Gilmore, um das Stück für ihre Mutter zu Ende zu spielen.

## Kritik
Mordaunt Hall von der New York Times bezeichnete den Film als konsequent und wunderbar effektiv. Der Film laufe ab mit einer Sicherheit und Schnelligkeit, die entscheidende Punkte zu Gunsten der Produktion seien.

## Auszeichnungen
1931 wurde Fredric March in der Kategorie Bester Hauptdarsteller für den Oscar nominiert.

## Hintergrund
Die Uraufführung fand am 22. Dezember 1930 in New York statt.
Der Film ist einer von über 700 Produktionen der Paramount Pictures, die zwischen 1929 und 1949 gedreht wurden, und deren Fernsehrechte 1958 an Universal Pictures verkauft wurden.
Das Bühnenstück The Royal Family feierte am 28. Dezember 1927 im Selwyn Theater in New York Premiere. Es folgten 345 Vorstellungen des Stücks. Die Cavendishs im Film basieren lose auf der Schauspielerfamilie der Barrymores: Die Geschwister Lionel, Ethel und John Barrymore waren zur Entstehungszeit dieses Filmes allesamt berühmte Schauspieler.
1977 erschien die mit einem Emmy ausgezeichnete TV-Adaption (The Royal Family) mit Rosemary Harris als Julia und Eva Le Gallienne (die den Emmy gewann) als Fanny.